# Rosenow
Rosenow ist eine Gemeinde im Landkreis Mecklenburgische Seenplatte. Sie liegt nordwestlich von Neubrandenburg und gehört dem Amt Stavenhagen an, das seinen Verwaltungssitz in der Reuterstadt Stavenhagen hat.

## Geografie und Verkehr
Rosenow liegt etwa zwölf Kilometer südöstlich von Stavenhagen und zirka 20 Kilometer nordwestlich von Neubrandenburg. Die Bundesstraße 104 und die Bahnstrecke Bützow–Stettin führen durch die Gemeinde.

## Ortsteile
- Karlshof
- Luplow
- Rosenow
- Schwandt
- Tarnow
- Voßfeld

## Geschichte
Am 1. Januar 1951 wurden die bisher eigenständigen Gemeinden Schwandt und Tarnow eingegliedert.
Rosenow: Der Ort wurde 1283 erstmals urkundlich erwähnt. Die Endung -ow deutet auf eine frühere slawische Besiedlung hin; der Name könnte vom altslawischen ruža, Rosenort oder Ort des Rozêna abgeleitet sein. 1292 belehnte Fürst Nikolaus von Werle den Ritter Heinrich Voss für geleistete Dienste mit dem Dorf Rosenow zu dauernden Besitz. Die Kirche stammt von 1753 mit Resten aus dem 13. Jahrhundert.
Rosenow wurde durch umfangreiche Neubauten in den 1930er und 1960er Jahren gänzlich verändert. Ältere Gebäude des ehemaligen Gutsdorfes sind die von 1849 bis 1851 gebaute Kirche und einige ältere Katen und Bauernhöfe.
Friedrich Wilhelm Martin Wüstney war von 1877 bis 1889 Gutspächter und danach bis 1899 Gutsverwalter. Eigentümer wurde schon zuvor, etwa Mitte des 19. Jahrhunderts die Familie von Blücher. Das Adelsgeschlecht bildete eine eigene Familienlinie Rosenow heraus, beginnend mit Friedrich von Blücher-Lapitz (1790–1856), königlich württembergischer Rittmeister, verheiratet in erster Ehe mit Friederike von Wolffradt-Lüssow, in zweiter Ehe mit Luise von Waldenburg. Rosenower Erbe war dann Karl von Blücher (1819–1881). Gut Rosenow mit gut 640 ha besaß Anfang des 20. Jahrhunderts Karl von Blücher (1872–1933). Er hat Rosenow dann verkauft. Auf der Gemarkung des Gutes bestanden zwei Höfe um jeweils um 24 ha. Des Weiteren gab es im Dorf Rosenow zwei 60 ha Höfe der Familien F. Lehmann sowie C. Neubecker. Die Zusammenlegung aller öffentlichen und privaten Flächen von Ortschaft und Gut zu einer Samtgemeinde vollzog sich erst später. Rittergüter blieben bis dorthin juristisch eigenständige Orte.
Luplow wurde 1283 erstmals urkundlich erwähnt. 1292 belehnte Fürst Nikolaus von Werle den Ritter Heinrich Voss für geleistete Dienste mit dem Dorf Luplow zu dauernden Besitz. Das Gut in Luplow entwickelte sich zum Stammsitz seines Adelsgeschlechts. Joachim von Voß-Luplow (1766–1854), nachfolgend sein zweiter Sohn Karl von Voß, bestimmen das 19. Jahrhundert im Ort.  Um 1900 umfasste Luplow als erblicher Besitz mit dem Lehngut Carlshof 744 ha. Damals gehörte es im Minorat Hertha und Elisabeth von Voß, Erbtöchter des Leutnants a. D. Carl von Voß. Vertreter des Familie war Major a. D. Fritz von Voss (1854–1945). Die Vormundschaft der v. Voß-Luplower Minorennen übernahm der Kammerherr von Gundlach-Mollenstorf. Luplow blieb als Gutsbesitz ununterbrochen bis zur Enteignung 1945 im Besitz der Familie von Voß. Bereits 1928 in Form der Übereignung übernahm der spätere Oberst Hartwig von Voss Karlshof und Luplow. Luplow besitzt einen aus dem Mittelalter stammenden Turmhügel.
Schwandt wurde 1273 erstmals urkundlich erwähnt und im Dreißigjährigen Krieg verwüstet. Es war lange unbewohnt. Später entwickelte es sich zu einem Gutsdorf in der Nähe des Schwandter Sees. Gutsbesitzer waren u. a. die Familien von Voß (bis 1752) und dann die Familie von Schlieffen. Generalleutnant Karl Graf Schlieffen (1792–1866) gründete ein Majorat für Schwandt. Sein Sohn Otto Graf von Schlieffen (1897 †) wurde Erbe. Die Dorfkirche stammt aus der Mitte des 18. Jahrhunderts. Zum Gut Schwandt mit Marienhof beinhaltete 691 ha. Schwandt blieb Allodialgut und war Besitztum des Fideikommissherrn Graf Schlieffen.
Tarnow wurde 1273 durch seine erste Kirche erwähnt. Im Dreißigjährigen Krieg wurde das Dorf zerstört und war eine Wüstung. 1703 wurden 34 Beichtkinder gezählt. Gutsbesitzer waren u. a. die Familien Dargatz (13. Jh.), von Maltzan (14.–17. Jh.), von Barner (ab 1672); danach häufiger Besitzerwechsel sowie Familie Franz Wendenburg (ab 1896). Die Größe des Gutes gibt das Güter-Adressbuch Mecklenburg mit 526 ha an. Der Familie Wilhelm Westphal unterstand in Tarnow ein Hof mit 23 ha. Das Gutshaus Tarnow steht nicht mehr. Die Fachwerkkirche stammt aus dem 18. Jahrhundert.
Voßfeld und Karlshof waren ursprünglich Vorwerke des benachbarten Gutes Luplow. Der Ortsname Voßfeld leitet sich von den damaligen Besitzern, der Familie von Voß, ab. Voßfeld war aber lange Teil der Besitzungen der Familie von Schlieffen. Zuerst des Majors Otto von Schlieffen (1821–1897), dann seines Sohnes Karl Otto Graf Schlieffen-Schwandt, galt als allod und gehörte zu einem Familienfideikommiss. Die Größe ist 1928, also kurz vor der großen Wirtschaftskrise, mit 349 ha nachgewiesen. Auf Gut Voßfeld wurde intensive Schweinezucht betrieben und ein Schafsviehwirtschaft unterhalten. Die Leitung führte ein Verwalter.

## Politik

### Gemeindevertretung und Bürgermeister
Der Gemeinderat besteht (inkl. Bürgermeister) aus 8 Mitgliedern. Die Wahl zum Gemeinderat am 26. Mai 2019 hatte folgende Ergebnisse:
| Partei/Bewerber                                   | Prozent | Sitze |
| ------------------------------------------------- | ------- | ----- |
| Unabhängige Bürgervertretung der Gemeinde Rosenow | 100,00  | 8     |

Bürgermeister der Gemeinde ist Norbert Stettin, er wurde mit 67,68 % der Stimmen gewählt.

### Wappen
| Wappen von Rosenow | Blasonierung: „Unter blauem Schildhaupt, darin ein schreitender silberner Fuchs, in Gold ein hersehender goldgekrönter schwarzer Stierkopf mit geschlossenem Maul, ausgeschlagener roter Zunge und silbernen Hörnern, darunter sechs sich berührende goldbesamte rote Rosen mit grünen Kelchblättern halbkreisförmig.“ |
| Wappen von Rosenow | Wappenbegründung: Der Fuchs steht für Ritter Voss von Wolde, der von Fürst Nikolaus dem II. von Werle im Jahr 1292 die Besitzrechte über Rosenow und Luplow erhielt. Die jüngere Geschichte liefert eine zweite Begründung für den Fuchs als Figur im Wappen von Rosenow. Gutsherr Karl von Blücher gründete 1928 eine Zucht für Silberfüchse, die bis Kriegsende 1945 in Rosenow existierte. Davon zeugt noch heute der Name des Rosenower Gasthofes „Zum Silberfuchs“, der in seinen besten Zeiten weit über die Grenzen der Gemeinde bekannt war. Der Stierkopf ist das Wappentier der Herrschaft Werle, zu der Rosenow 1283 gehörte, als es erstmals urkundlich erwähnt wurde. Der Werler Stierkopf markiert somit das älteste historische Hoheitszeichen, welches man Rosenow zuordnen kann. Die Rosen sind ein „redendes“ Zeichen im Wappen, sie symbolisieren den Gemeinde- und Ortsnamen, der als „Rosenort“ oder „Rosenaue“ gedeutet werden kann. Auch gibt die Anzahl der Rosen anhand einer Zahlensymbolik Auskunft über die Ortsteile, welche die Gemeinde bilden. Das Wappen wurde von dem Rosenower Thorsten Schulz gestaltet. Es wurde am 5. Februar 2013 durch das Ministerium des Innern genehmigt und unter der Nr. 344 der Wappenrolle des Landes Mecklenburg-Vorpommern registriert. |

### Flagge
Die Gemeinde verfügt über keine amtlich genehmigte Flagge.

### Dienstsiegel
Das Dienstsiegel zeigt das Gemeindewappen mit der Umschrift „GEMEINDE ROSENOW“.

## Sehenswürdigkeiten
- Gotische Kirche Rosenow von 1753 mit Resten aus dem 13. Jahrhundert.
- Kirche Luplow
- Gutshof Luplow und Katenzeile an der Dorfstraße
- Dorfkirche Schwandt aus der Mitte des 18. Jahrhunderts.
- Katenzeile in Schwandt
- Achteckige Fachwerkkirche Tarnow aus dem 18. Jahrhundert mit Glockenstuhl
- Stallgebäude in Tarnow an der Dorfstraße

Kirchen
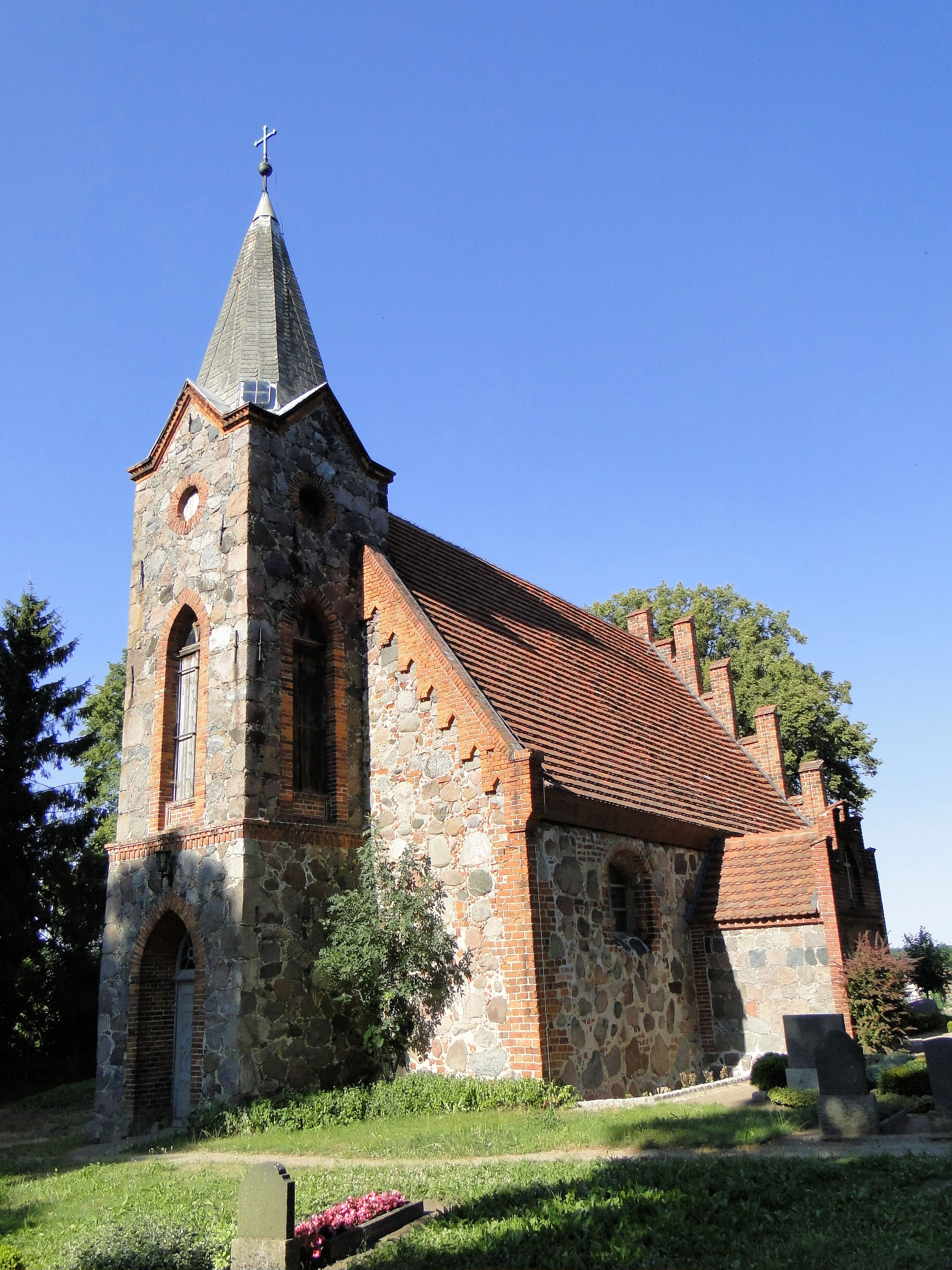
Kirche in Luplow
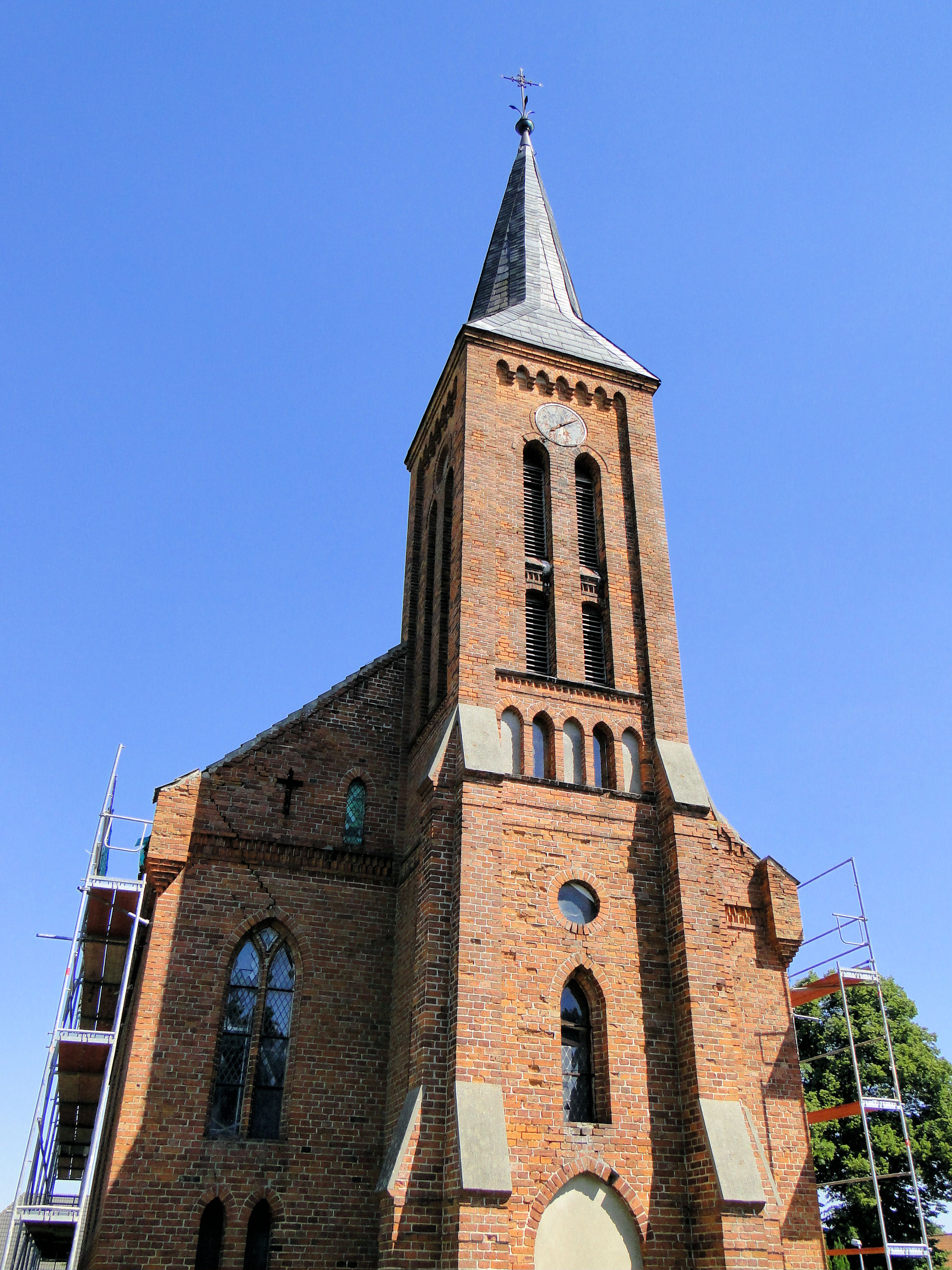
Kirche in Rosenow
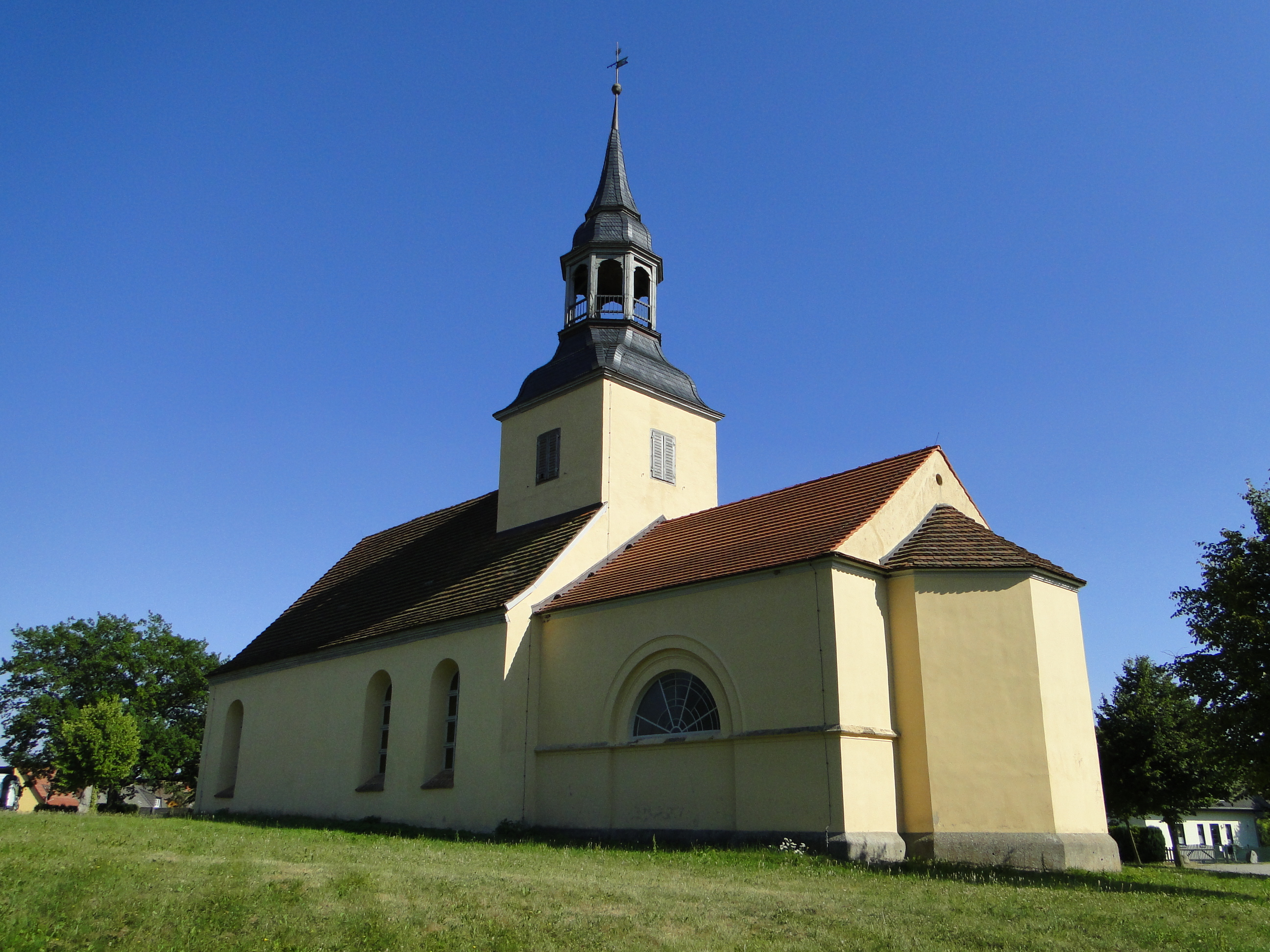
Kirche in Schwandt
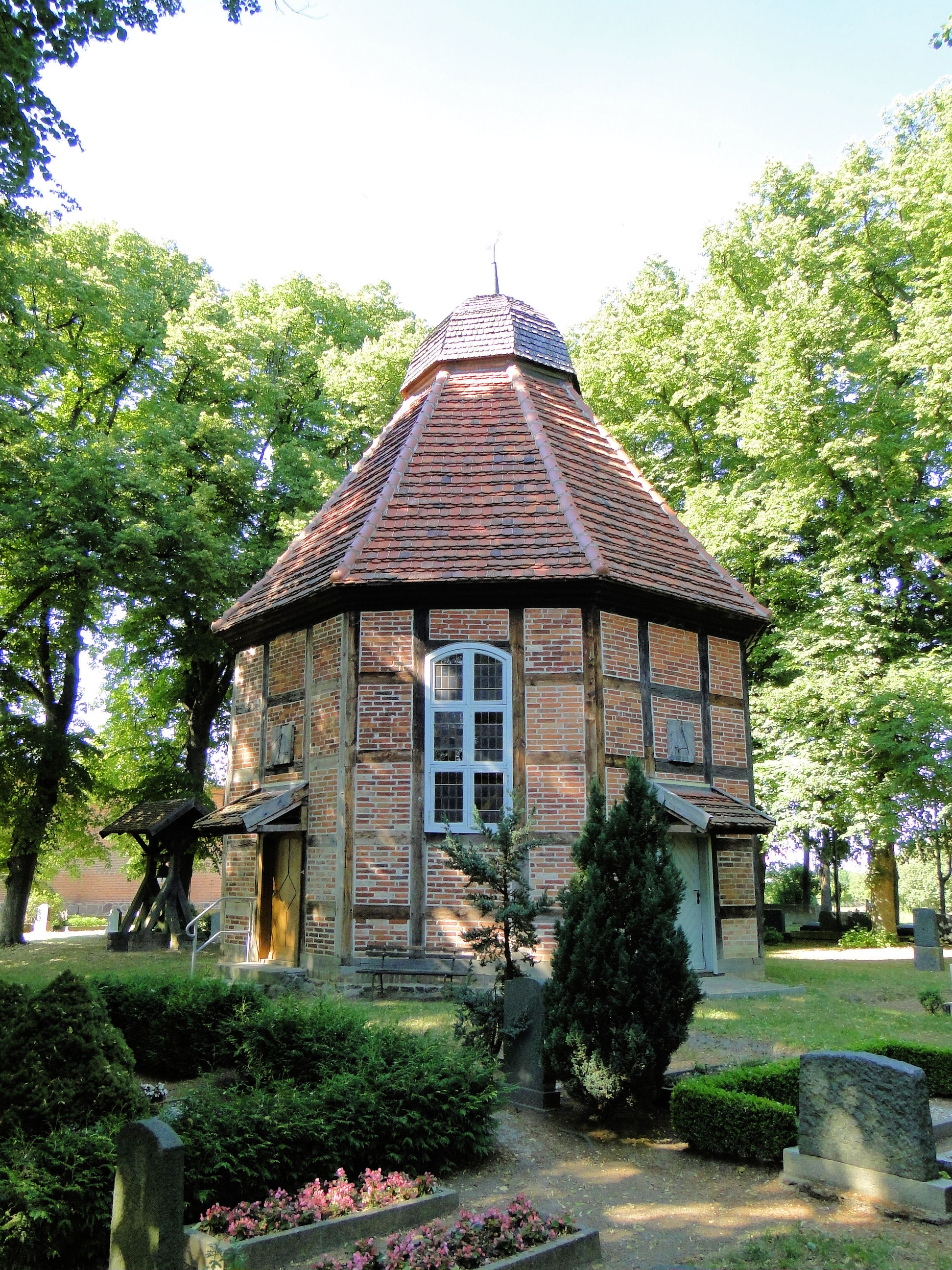
Kirche in Tarnow

## Auszeichnungen
Rosenow wurde im April 2015 für seine innovative Bioenergie-Konzepte als „Energie-Kommune“ ausgezeichnet.

## Persönlichkeiten
- Samuel von Voss (* 1621 in Luplow; † 1674 in Rostock), lutherischer Theologe, Generalsuperintendent
- Karl von Reitzenstein (* 1797 in Luplow; † 1878 in Görlitz), preußischer Generalleutnant
- Karl Otto Graf von Schlieffen (* 1860 in Voßfeld; † 1946 im Kloster Malchow), mecklenburg-schwerinscher Kammerherr und Fideikommissbesitzer auf Schwandt und Voßfeld